# 宜陽號巡防艦
宜陽號巡防艦（舷號：FFG-939），為濟陽級巡防艦的八號艦，為中華民國海軍在1990年代初向美國海軍租借之諾克斯級巡防艦瓦爾迪茲號經過後續改良而成，隸屬海軍一六八艦隊。理論上雖然有租約到期問題，實務上有簽訂租約簽訂若干年後可以買斷方式處理的條款，所謂的租約只是避免政治衝擊的一種折衷作法，目前的寧陽號屬於中華民國財產，同樣的手段在中和級戰車登陸艦的取得上也如出一轍。宜陽艦的設計以遠洋反潛能力著稱，因此母港設於蘇澳港，在中華民國海軍服役以來主要負擔台灣東北部至東部海域的巡防任務。
由於是種以專業反潛艦為設計導向的艦艇，不可避免地得犧牲掉一些功能，尤其防空武力為甚，僅有一門Mk 42 127毫米54倍徑艦炮與一座MK 15方陣近迫武器系統充當自衛之用。在配備武進三型戰鬥系統的陽字號驅逐艦除役後，中華民國海軍將武三系統及標準一型飛彈重新安裝到寧陽軍艦上，彌補對空能力之不足，並在定期保養時完成改裝。
目前濟陽級仍是中華民國海軍唯一同時配備大型低頻聲納及拖曳聲納陣列之艦種，完整反潛機能無出其右，目前美軍也找不到具備同等機能的相等噸位艦種取代。

## 艦史
瓦爾迪茲號 (DE-1096) 於1972年6月30日在路易斯安那州韦斯特维戈的埃文代爾造船廠安放龍骨；1973年3月24日下水，由瓦爾迪茲的母親主持擲瓶式；於1974年7月27日在南卡羅來納州查爾斯頓服役。
1998年4月29日美國將瓦爾迪茲號移交中華民國海軍，1999年10月18日宜陽軍艦正式服役。
2006年中旬宜陽軍艦完成「武三化」工程改裝。
此外，宜陽軍艦亦誕生海軍第2位、濟陽級首位女性艦長：上校。
2023年4月8日，解放軍东部战区在台灣附近繼續“联合利剑”演习，徐州号导弹护卫舰接近到離本艦約5海里。

## 圖庫

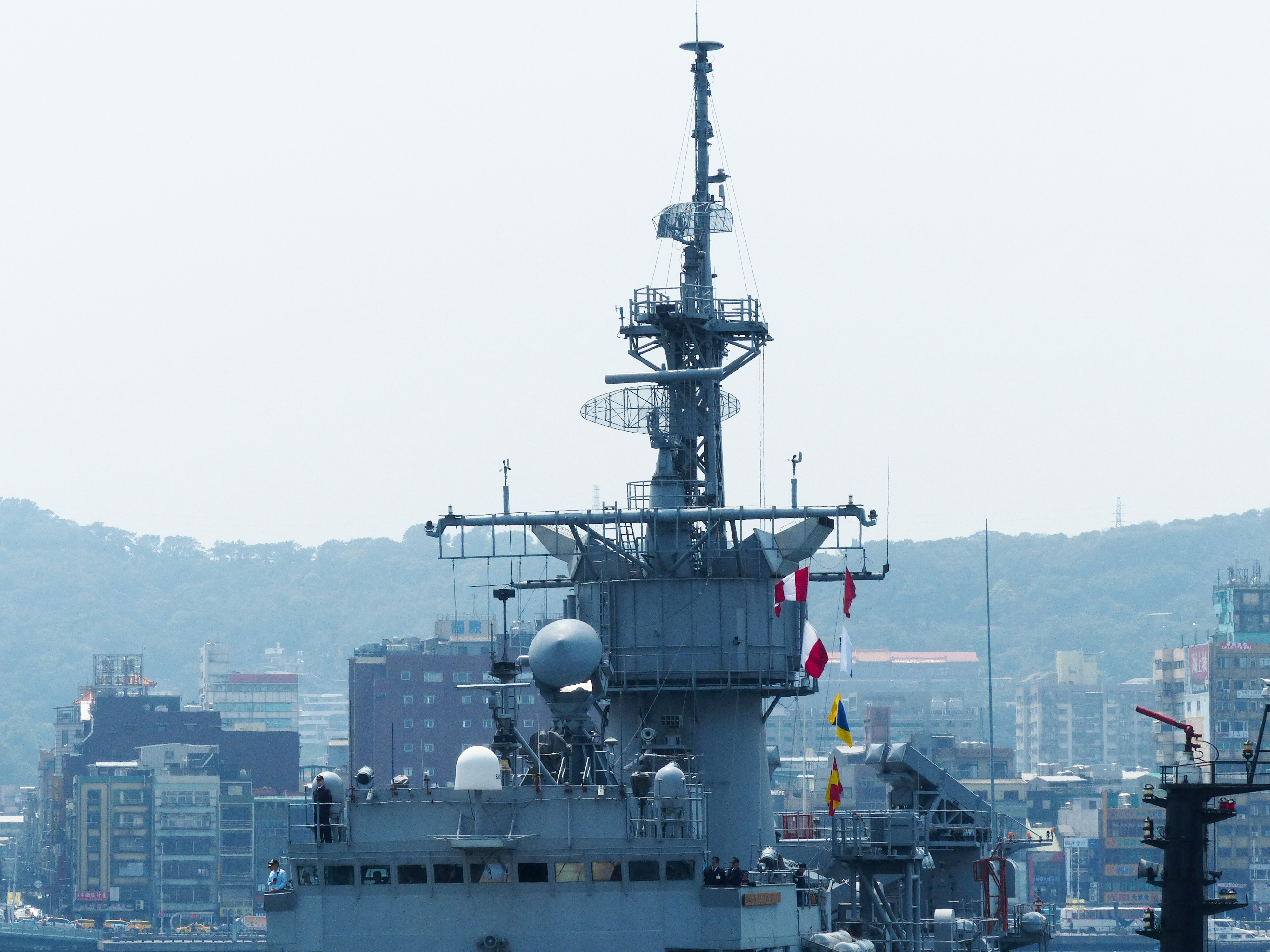
宜陽軍艦艦橋頂部與主桅，主機排氣口整合於內；主桅杆由上而下是AN/SPS-67平面搜索雷達以及DA-08/2 2D對空搜索雷達。主桅杆側面是AN/SLQ-32(V)2電子戰系統截收天線。
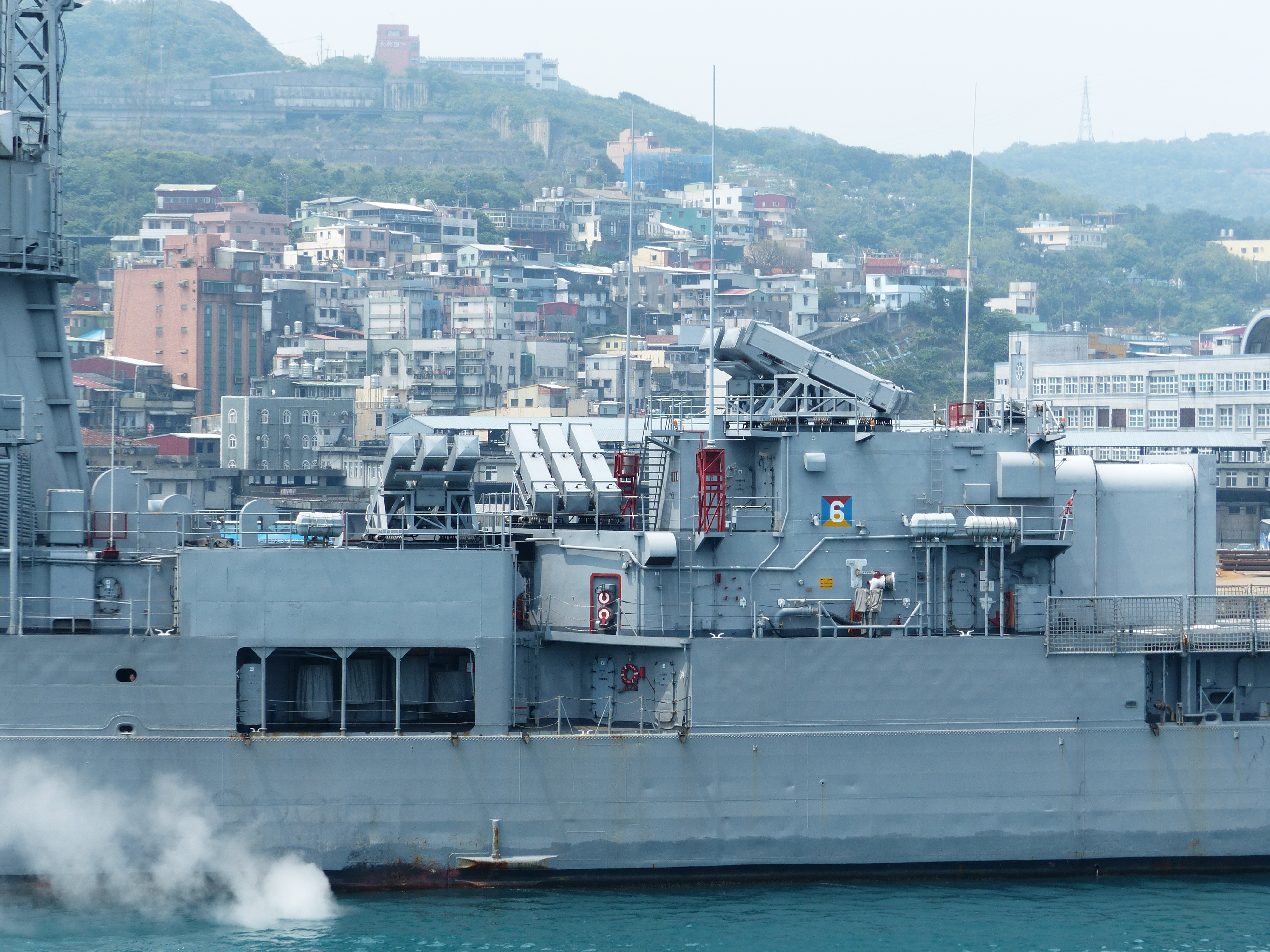
宜陽軍艦中段的標準一型防空飛彈發射箱與Mk 32 Mod9雙聯裝固定式水面船艦魚雷管特寫。
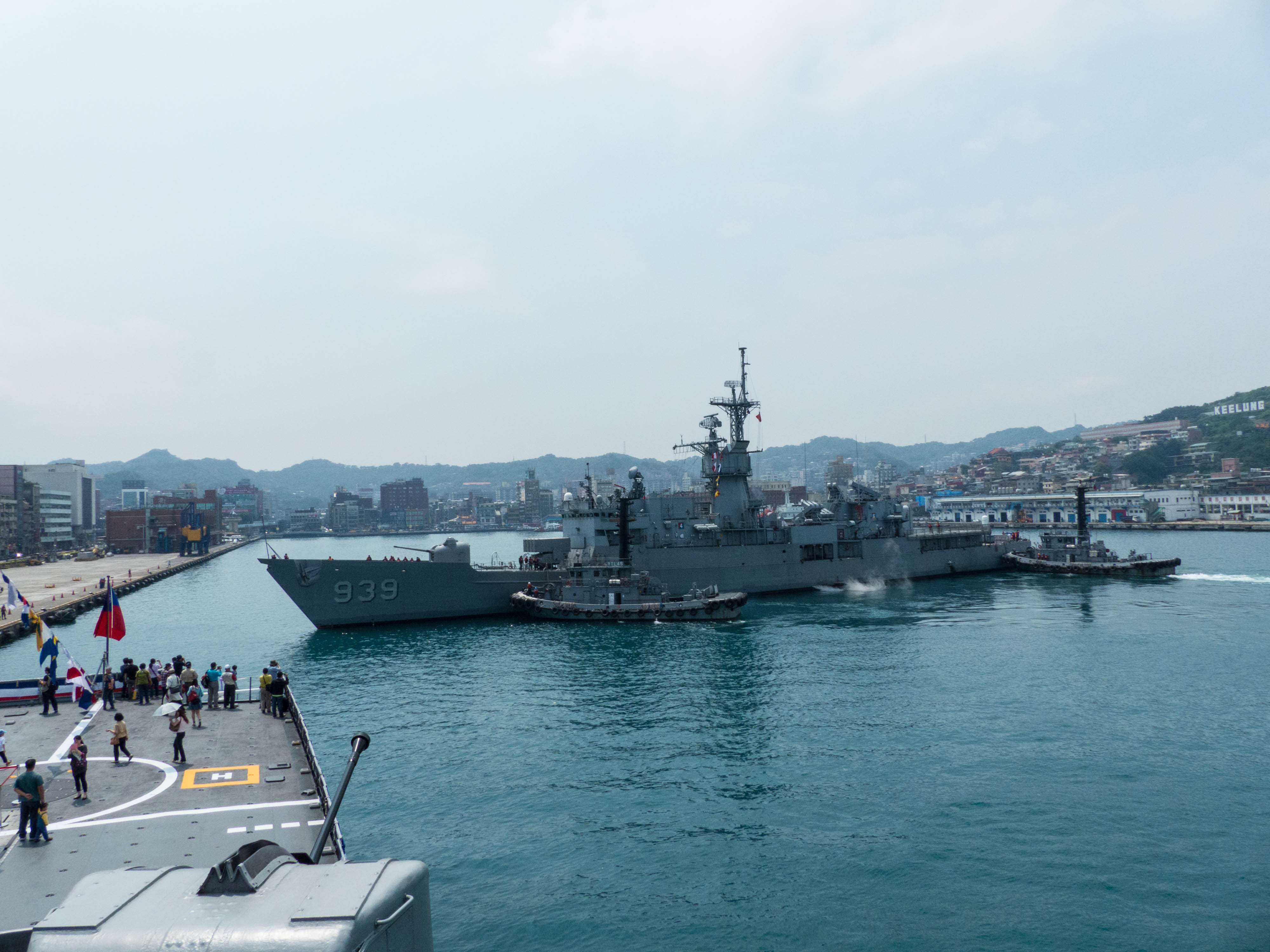
海軍港務拖船YTL49與YTL45協助宜陽軍艦接近基隆港東4號碼頭，攝於昆明軍艦（PFG-1205）上甲板。
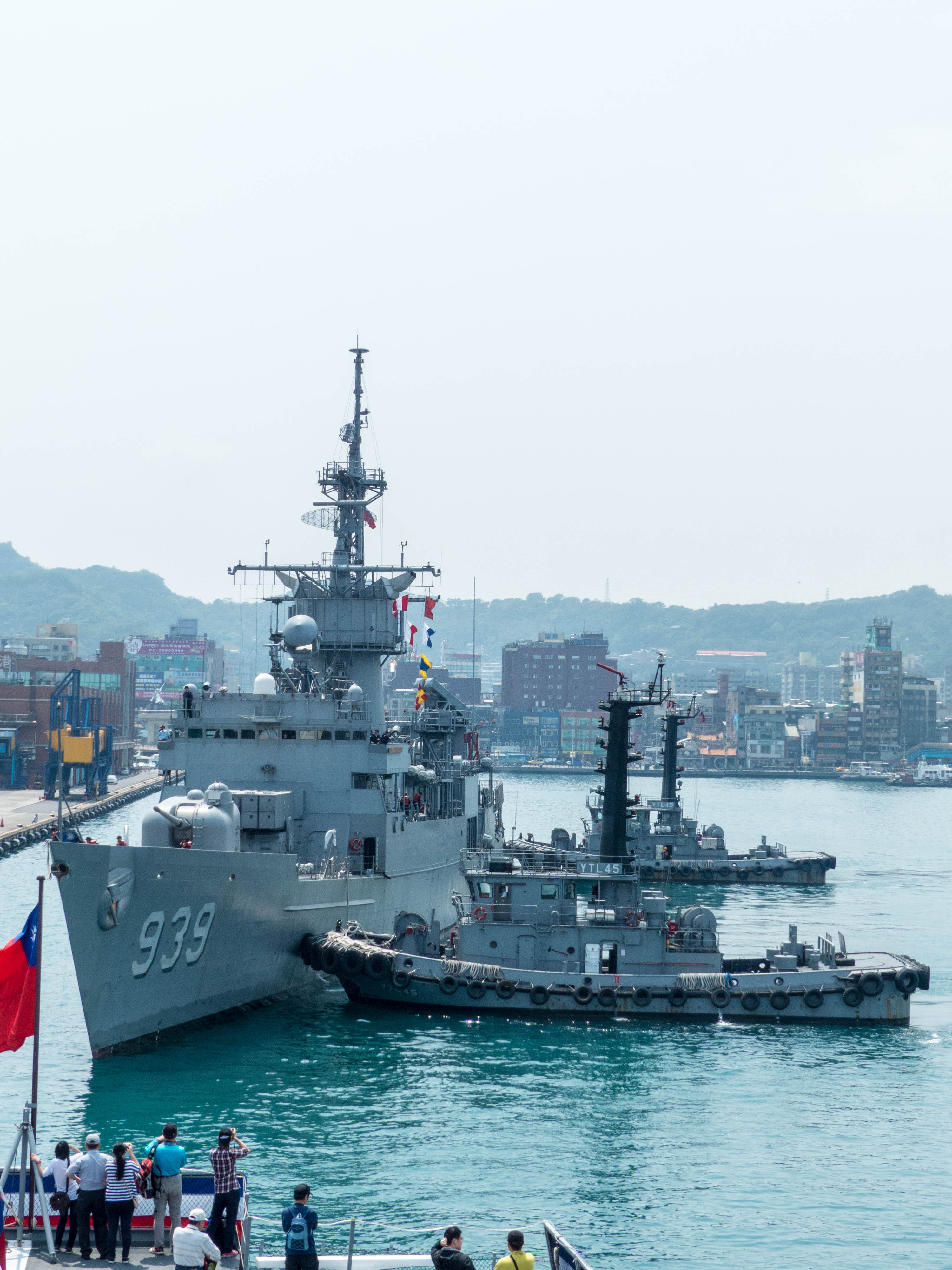
海軍港務拖船YTL49與YTL45協助宜陽軍艦接近基隆港東4號碼頭。
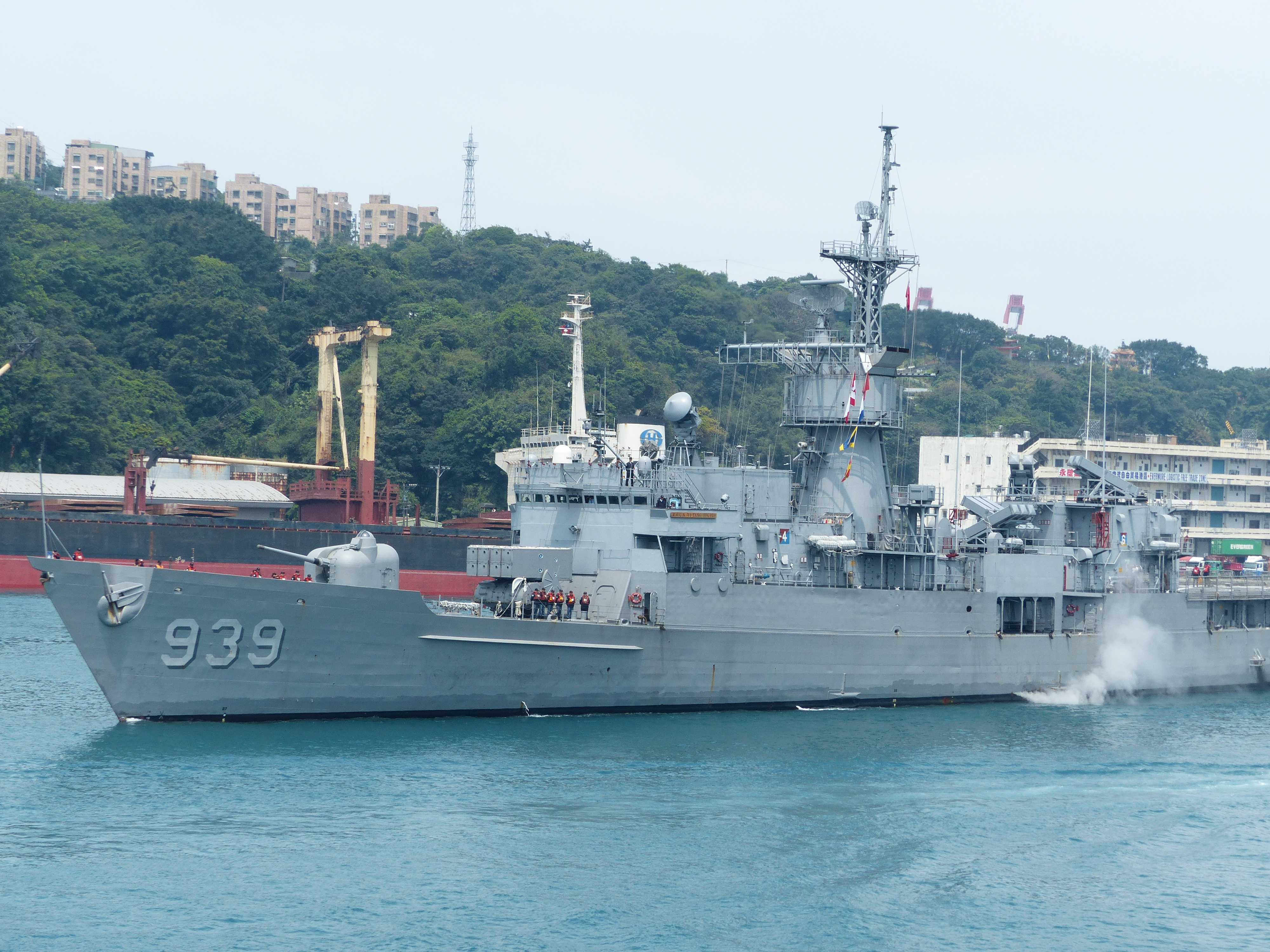
接近基隆港東4號碼頭泊位的宜陽軍艦左舷前半部特寫。
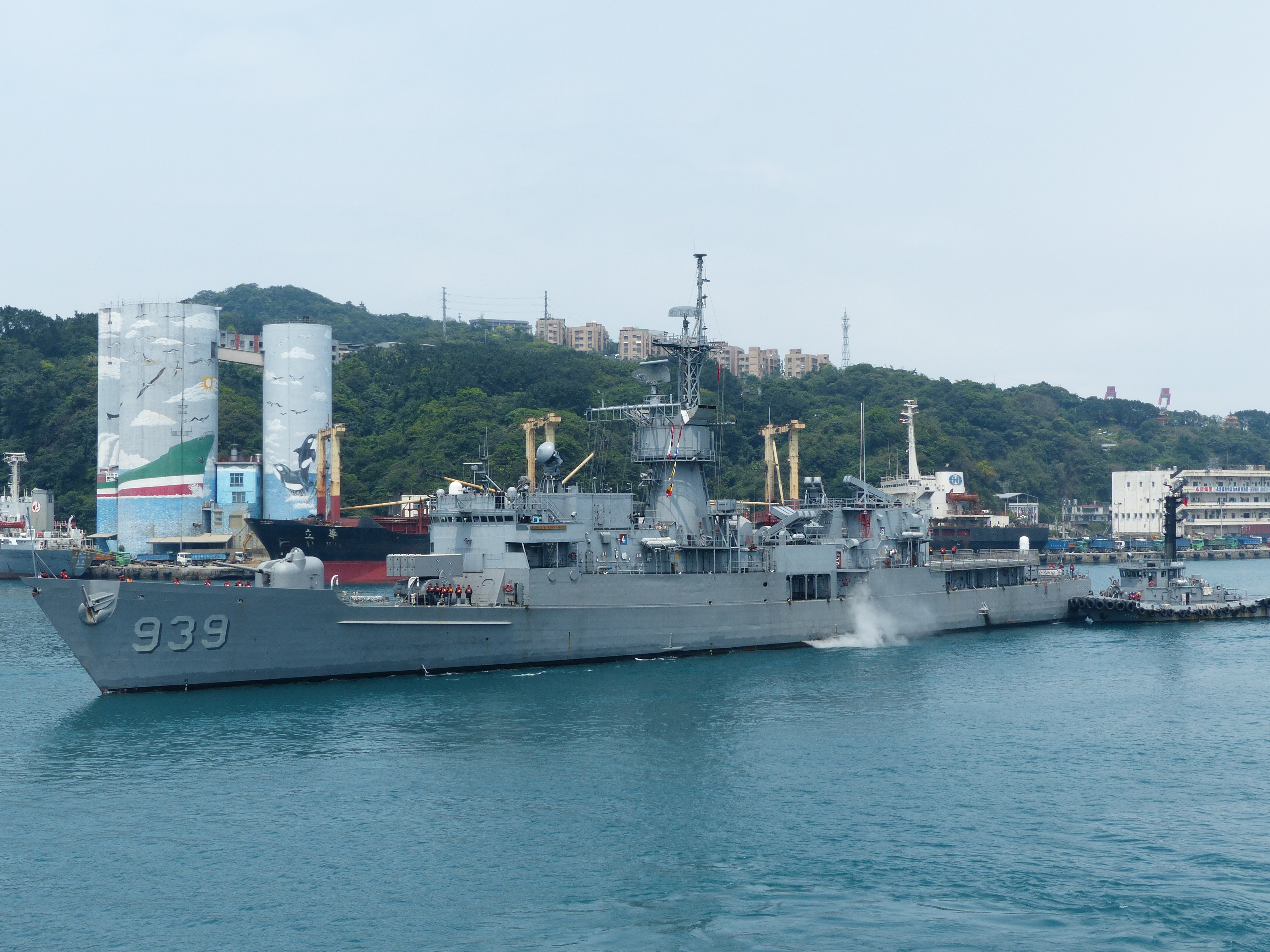
宜陽軍艦接近基隆港東4號碼頭泊位，艦尾海軍港務拖船YTL49協助轉向。
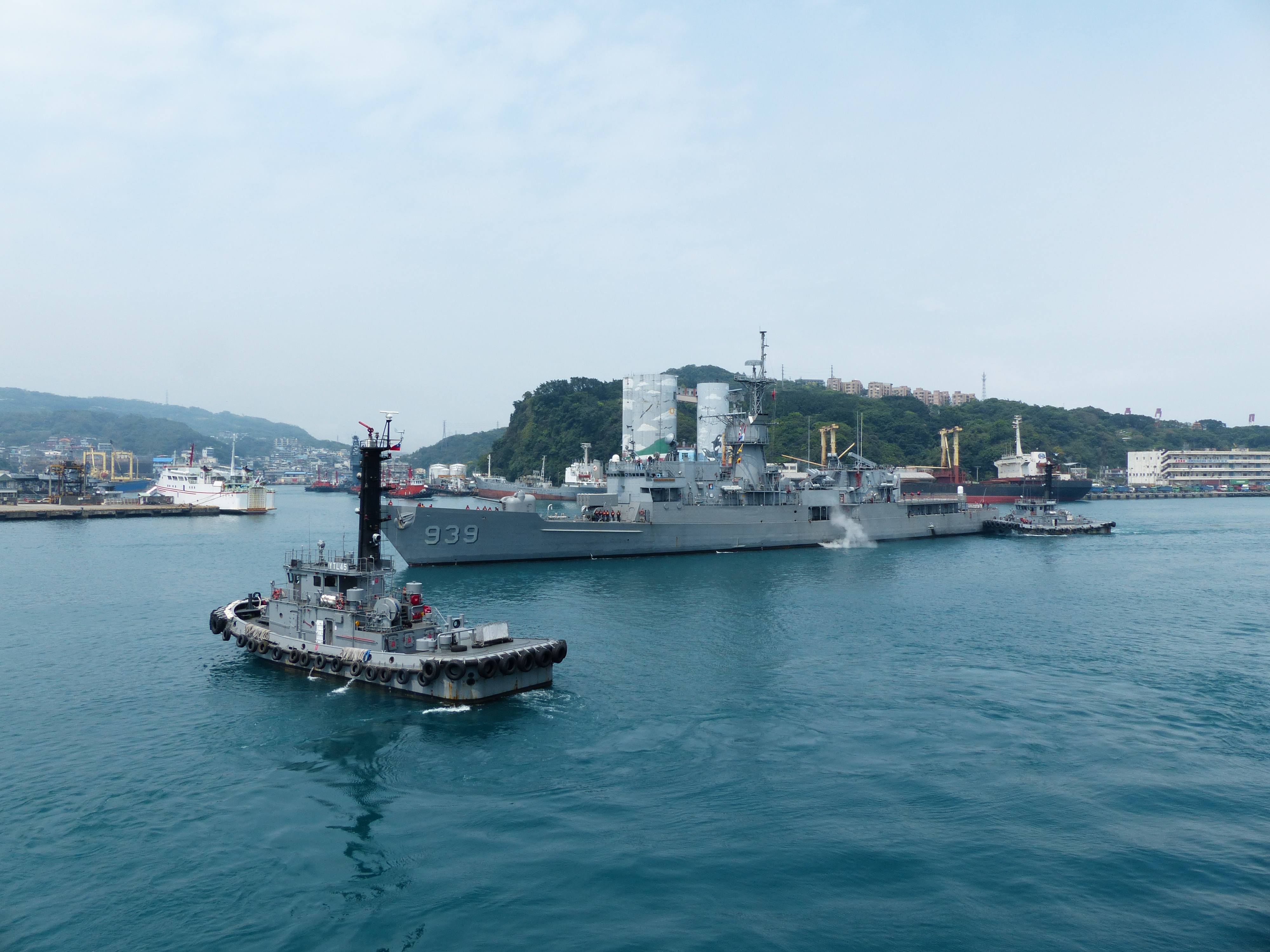
基隆港海軍港務拖船YTL49協助宜陽軍艦轉向，昆明軍艦（PFG-1205）左舷附近待命的YTL45開始接近。
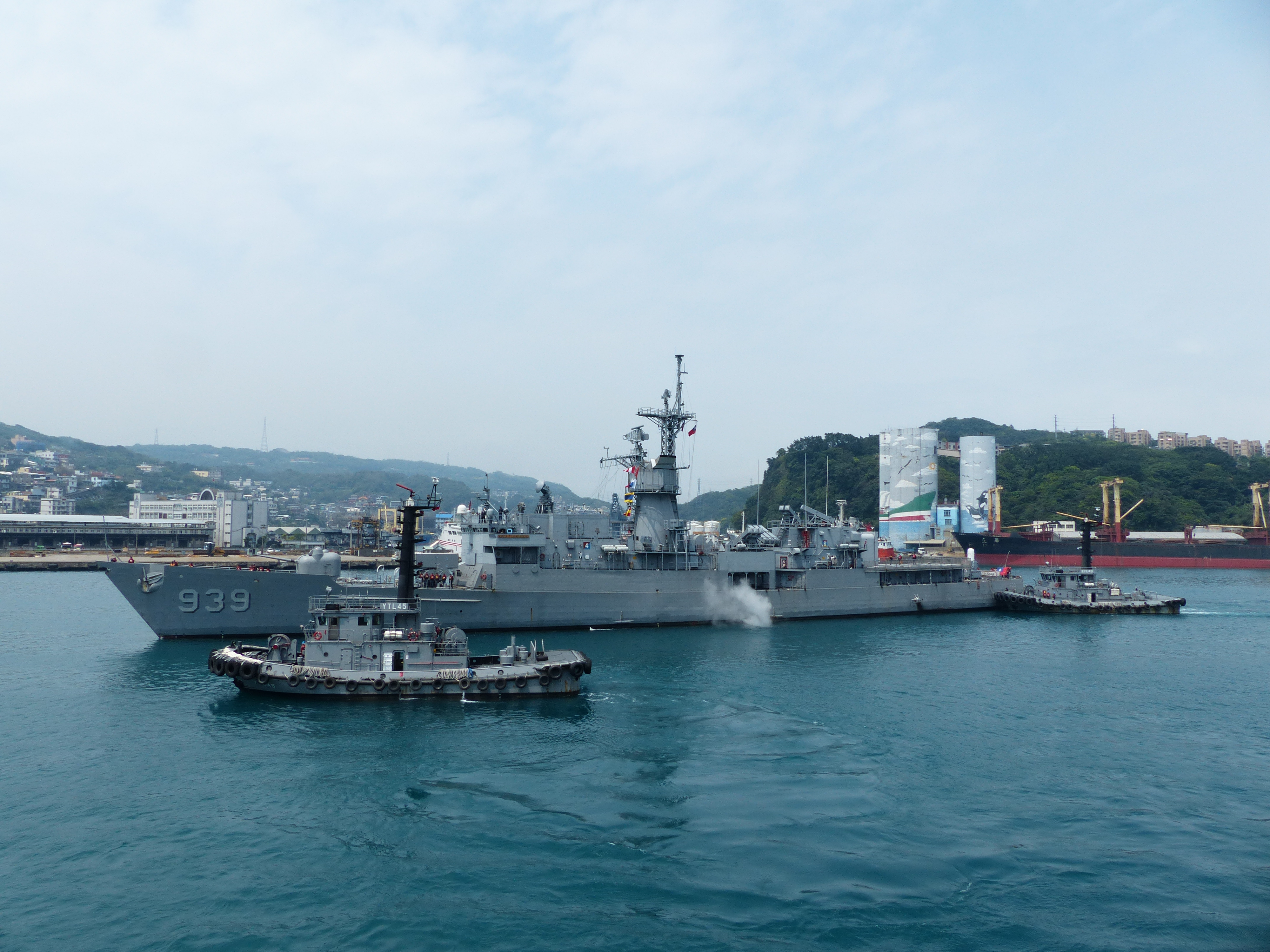
基隆港海軍港務拖船YTL49協助宜陽軍艦轉向，YTL45也接近艦艏。
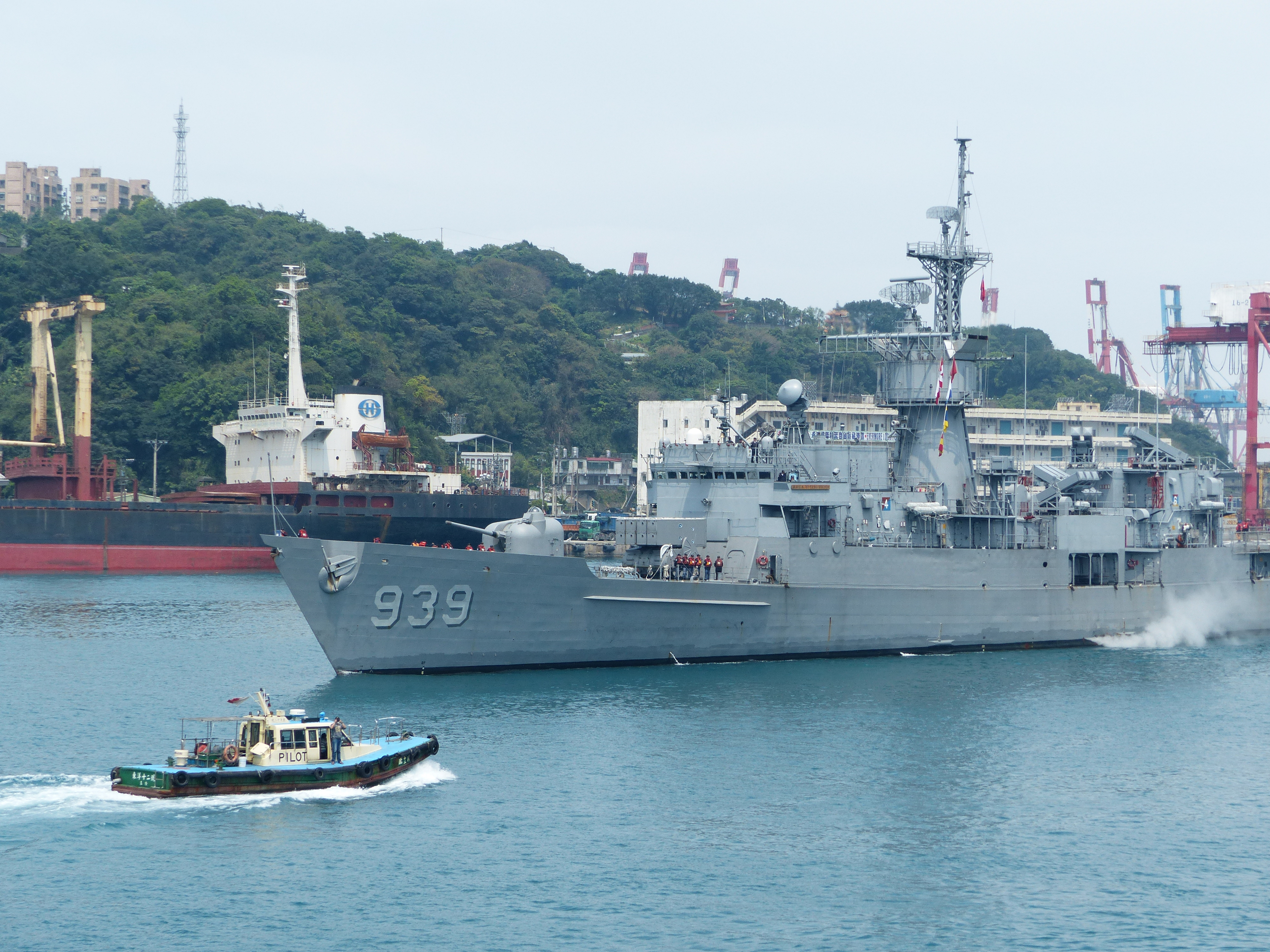
基隆港內的宜陽軍艦，前方是引水船東洋十二號。

## 歷任艦長
- 汪能安上校

## 資料來源
1. 1 2 3 4 5 6  . 上報快訊. 2019年5月30日  [2023年4月9日]. （原始内容存档于2021年3月10日）.
2. ↑  今日新聞. . 今日傳媒. 2014-07-08  [2014-07-08]. （原始内容存档于2014-07-12） （中文（臺灣））.
3. ↑  美售台軍艦案 美媒關注 （页面存档备份，存于），聯合新聞網，2014年12月20日
4. ↑  採購另兩艘舊派里 海軍鬆口會審慎考量 （页面存档备份，存于），聯合新聞網，2014年12月20日
5. ↑  . 中央通訊社. 2013年2月16日  [2013年8月21日]. （原始内容存档于2013年3月26日） （中文（臺灣））.
6. ↑  . 美國海軍軍艦辭典. 美國海軍部歷史與遺產司令部.
7. ↑  . 环球网.   [2023-04-10]. （原始内容存档于2023-04-13）.

## 外部連結
- （繁體中文）中華民國海軍>>軍艦艦史>>現役軍艦>>濟陽級飛彈巡防艦[]
- （繁體中文）MDC軍武狂人夢-濟陽級巡防艦（页面存档备份，存于）